# Roberto Aguirre-Sacasa
Roberto Aguirre-Sacasa (Washington D. C., 15 de noviembre de 1973) es un dramaturgo, guionista e historietista nicaragüense-estadounidense. Es conocido por sus trabajos como historietista en Marvel Comics y guionista para las series de televisión Glee, Big Love, Riverdale y Chilling Adventures of Sabrina. Además, es el director creativo de Archie Comics.

## Biografía
Roberto Aguirre-Sacasa nació el 15 de noviembre de 1973, en Washington D. C., siendo hijo del funcionario del Banco Mundial, luego canciller de Nicaragua y Embajador en los EE. UU., Francisco Javier Aguirre Sacasa y María de los Ángeles Sacasa Arguello y Gomez Arguello, ambos  nicaragüenses. Recibió una licenciatura de artes de la Universidad de Georgetown y más tarde una maestría en literatura inglesa de la Universidad McGill y posteriormente se graduó de la Escuela de drama de Yale en 2003.
Entre las primeras obras durante su primer año en Yale se encuentran Say You Love Satan (una parodia de comedia romántica sobre las películas The Omen de 1976) y The Muckle Man. Las buenas críticas sobre sus producciones le ayudaron a conseguir un agente profesional. Rough Magic, una interpretación de la obra teatral La tempestad de William Shakespeare en donde Caliban escapa de la isla de Próspero y se encuentra en la actual ciudad de Nueva York, fue producida en la Universidad Yale por Aguirre-Sacasa en su último año allí.
Aunque escribió algunas obras de teatro durante la secundaria, fue después de la universidad, mientras trabajaba como publicista en el Teatro Shakespeare cuando tuvo la oportunidad de asistir a un taller de dramaturgia de una semana con la escritora Paula Vogel en la capital estadounidense.

## Carrera profesional

### Dramaturgia
El 4 de abril de 2003 se programó que Dad's Garage Theatre Company en Atlanta debutara una nueva obra de Aguirre-Sacasa, Archie's Weird Fantasy. El día antes de que se programara la apertura de la obra, Archie Comics emitió una orden de cese y desista, amenazando con litigar si la obra procedía a como estaba escrita. El director artístico de Dad's Garage, Sean Daniels, dijo: «La obra era para representar a Archie y sus amigos de Riverdale creciendo y saliendo enfrentándose a la censura. Archie Comics pensó que si Archie era retratado como homosexual, eso diluiría y empañaría su imagen». La obra se inauguró unos días después bajo el título de Weird Comic Book Fantasy y con los nombres de los personajes reemplazados. Roberto Aguirre-Sacasa más tarde desarrollaría la serie de televisión Riverdale y se convertiría en el director creativo de Archie Comics. 
Aguirre-Sacasa continuó con la dramaturgia y la construcción de cómics en varias producciones, tanto antiguas como nuevas. El argumento de una de ellas, titulada Good Boys and True, que trataba sobre un vídeo de contenido sexual gráfico que empezaba a circular por una escuela preparatoria de chicos en las afueras de Washington D. C. fue estrenada por la Compañía de Teatro Steppenwolf de Chicago en invierno de 2008.
A mediados de 2009, el teatro Round House, localizado en Bethesda, Maryland, estrenó su obra The Picture of Dorian Gray, basada en la novela de Oscar Wilde. Ese mismo año, Aguirre-Sacasa y el artista Tonci Zonjic terminaron la historieta Marvel Divas y comenzó a trabajar como guionista de la serie de HBO Big Love, un cargo en el que duró hasta 2010 durante la cuarta temporada del programa. En febrero del mismo año, se anunció que Roberto escribiría un libro para la adaptación musical de la novela American Psycho.
En 2011, los productores del ya controversial musical de Broadway Spider-man: Turn Off the Dark, se acercaron a Aguirre-Sacasa en ayuda para reescribir su guion. Ese mismo año, durante el mes de mayo fue contratado como coproductor y guionista para la serie de televisión producida por Fox Corporation Glee. Dos meses después, obtuvo un trabajo como escritor de la historieta Archie Meets Glee, el cual pudo publicarse en 2013.
El Teatro de Almeida de Londres confirmó en abril de 2013 que Roberto estaba escribiendo el guion de un musical basado en la novela American Psycho de Bret Easton Ellis.

### Historietas
Sus primeras obras no fueron aceptadas, pero finalmente se le asignó una historia de 11 páginas para Los 4 Fantásticos, «El verdadero significado de...», para Marvel Holiday Special 2004. Luego pasó a escribir de Los 4 Fantásticos en Marvel Knights, una derivación del título con larga duración de dicho equipo de superhéroes; incluyendo historias para Nightcrawler (vol. 3), Spider-man (vol. 2) y Dead of Night Man-Thing.
En mayo de 2008, Aguirre-Sacasa regresó a Los 4 Fantásticos con una miniserie (Secret Invasion) que trataba una historia sobre la infiltración de una raza alienígena que cambia de forma, los Skrulls, y otra más, Angel Revelations, con los artistas Barry Kitson y Adam Polina, respectivamente. En 2013, escribió el cómic Afterlife with Archie, que representa al personaje Archie Andrews en medio de un apocalipsis zombi; el éxito de la obra llevó a ser nombrado como director creativo de Archie Comics.

### Cine y televisión
Aguirre-Sacasa escribió el guion de una nueva adaptación de la novela Carrie de Stephen King que se llevaría a la gran pantalla en octubre de 2013, protagonizada por Chloë Grace Moretz. En junio del mismo año Warner Bros. planificó escribir una película en imagen real sobre el personaje de Archie.
Construyó el guion de múltiples episodios para series de televisión como Glee, Big Love y Looking, además de ser el showrunner y desarrollador principal de las series de Riverdale, Katy Keene y Chilling Adventures of Sabrina.

## Premios
Aguirre-Sacasa recibió nominaciones al GLAAD Media Awards por sus producciones de Golden Age y Say You Love Satan. Esta última ganó un premio a la excelencia en dramaturgia del Festival Fringe Internacional de Nueva York. Además, empató en un Premio Harvey al Mejor Nuevo Talento por su trabajo en Marvel Knights.

## Vida personal
Aguirre-Sacasa es gay.